# Sean Williams
Sean Williams (Houston, Texas, 13 de septiembre de 1986) es un exjugador de baloncesto estadounidense. Mide 2,08 metros, y jugaba de pívot.

## Trayectoria deportiva

### Universidad
Jugó durante dos temporadas con los Eagles del Boston College, llegó a tener una oportunidad más, la última de ellas durante su año júnior, estando fuera de su universidad durante un semestre completo. A pesar de ser un jugador conflictivo fuera de las canchas, dentro demostró que podía tener un hueco entre los profesionales. Terminó promediando 38,3 puntos, 14,2 rebotes y 10 tapones, aunque si consideramos únicamente su última temporada, sus cifras son mucho más espectaculares: 45 puntos, 19,9 rebotes y 13 tapones por partido.

### Profesional
Fue elegido en el puesto 17 del Draft de la NBA de 2007 por New Jersey Nets, equipo con el que firmó contrato el 9 de julio.
[actualizar]
El 11 de enero de 2010 fue cortado por los Nets.
[actualizar]
En septiembre de 2013, se unió al Torku Konyaspor Basket de la Liga de baloncesto de Turquía. Es considerado un hombre récord en Turquía, suya es la marca de mayor número de tapones colocados en una campaña (93). En la temporada 2015/16, promedia en el Konyaspor 9,8 puntos, 7,5 rebotes y 2,2 tapones por encuentro.
[actualizar]

## Estadísticas de su carrera en la NBA

### Temporada regular
| Año     | Equipo     | PJ  | PT | MPP  | %TC  | %3P  | %TL   | RPP | APP | ROB | TPP | PPP |
| ------- | ---------- | --- | -- | ---- | ---- | ---- | ----- | --- | --- | --- | --- | --- |
| 2007–08 | New Jersey | 73  | 29 | 17.5 | .538 | —    | .609  | 4.4 | .4  | .4  | 1.5 | 5.6 |
| 2008–09 | New Jersey | 33  | 0  | 11.1 | .417 | —    | .625  | 2.4 | .4  | .2  | .9  | 2.4 |
| 2009–10 | New Jersey | 20  | 0  | 11.4 | .429 | .000 | .526  | 2.3 | .1  | .4  | 1.0 | 2.6 |
| 2011–12 | Dallas     | 8   | 0  | 8.1  | .750 | —    | .833  | 1.6 | .3  | .1  | .6  | 3.6 |
| 2011–12 | Boston     | 3   | 0  | 14.0 | .333 | —    | 1.000 | 4.0 | 1.0 | 1.0 | 1.0 | 3.7 |
| Total   | Total      | 137 | 29 | 14.4 | .511 | .000 | .624  | 3.4 | .3  | .3  | 1.2 | 4.2 |

### Playoffs
| Año   | Equipo | PJ | PT | MPP | %TC | %3P | %TL | RPP | APP | ROB | TPP | PPP |
| ----- | ------ | -- | -- | --- | --- | --- | --- | --- | --- | --- | --- | --- |
| 2012  | Boston | 2  | 0  | 3.0 | —   | —   | —   | .5  | .0  | .0  | .0  | .0  |
| Total | Total  | 2  | 0  | 3.0 | —   | —   | —   | .5  | .0  | .0  | .0  | .0  |